# Parafia Miłosierdzia Bożego w Jaworzniku
Parafia Miłosierdzia Bożego w Jaworzniku – parafia rzymskokatolicka, znajdująca się w archidiecezji częstochowskiej, w dekanacie żareckim.

## Proboszczowie parafii
- ks. Marek Andrzej Pacyna (od 2001)[1]